# Louis-Jean Allais
Pour les articles homonymes, voir Allais.
 (juin 2025).

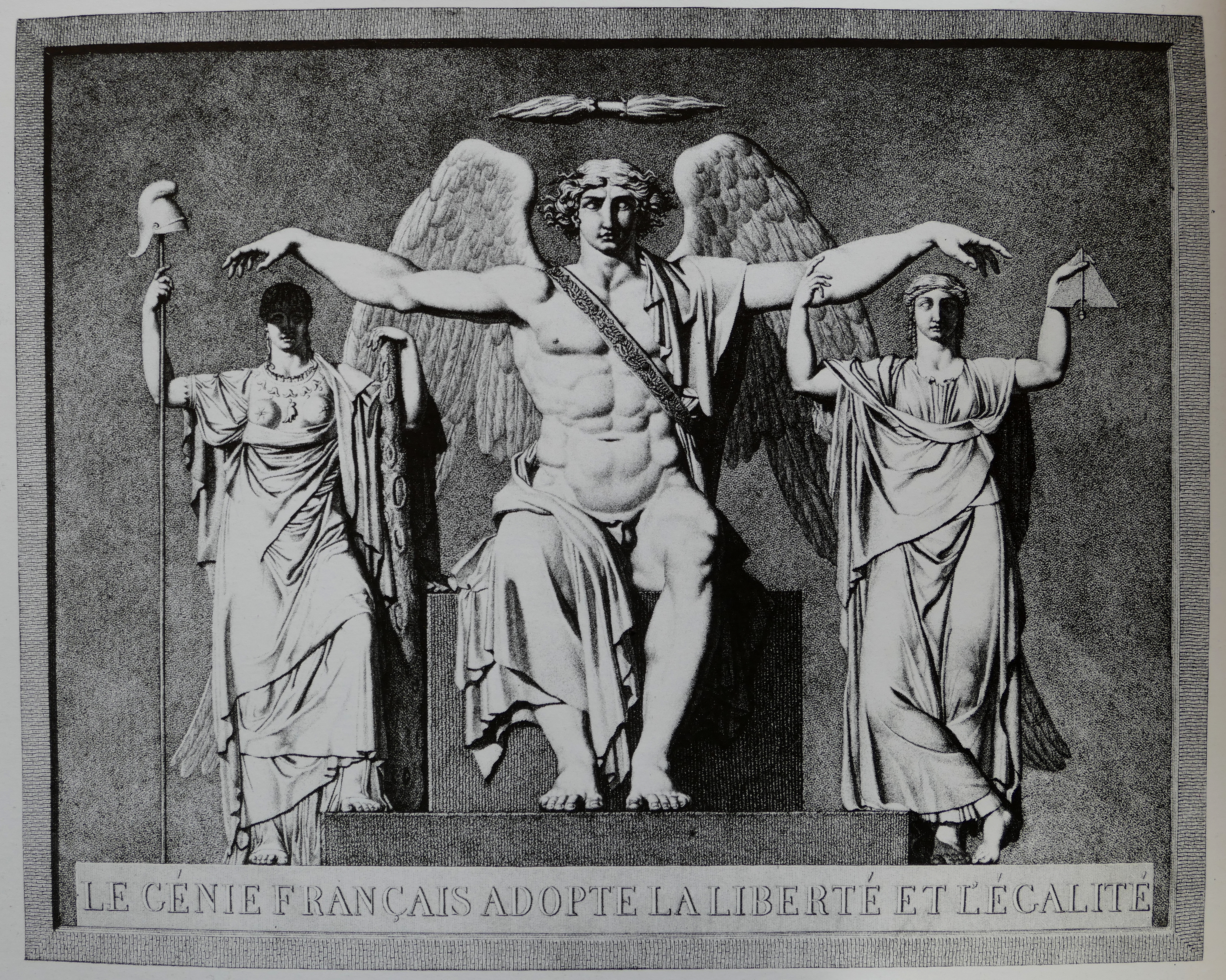
Gravure de Allais, 1794.

Louis-Jean Allais est un peintre et graveur français né à Paris en 1762 et mort le 27 août 1833. Élève d'Allegrain de 1781 à 1785, il exerce d'abord la peinture puis s'orienta ensuite vers la gravure au pointillé et à différents procédés de l'eau-forte, comme l'aquatinte et la gravure au lavis.
Son épouse Angélique Briceau, fille du graveur Alexandre Briceau, était également habile dans ce domaine artistique.
Il est le père du graveur Jean-Alexandre Allais, qui suivit ses parents dans cette voie.